# Euroskleros
Euroskleros är ett begrepp som myntades på 1970-talet av den tyske ekonomen Herbert Giersch för att beskriva den ekonomiska stagnation som då rådde i Europa på grund av överregleringar och en omfattande välfärdspolitik. Ordet kommer från den medicinska termen skleros.
Begreppet användes under 1970- och 1980-talet för att beskriva den höga arbetslösheten och det långsamma skapandet av nya jobb i Europa trots hög ekonomisk tillväxt, i motsats till USA där den höga tillväxten ledde till en hög tillväxt i antal jobb. Euroskleros användes även för att syfta på den stagnation som rådde i den europeiska integrationen inom Europeiska gemenskaperna. En långsam utvidgning, en utbredd uppfattning om demokratiska brister och ekonomiska problem ledde till en allmän negativ inställning till Europeiska ekonomiska gemenskapen.
Wilfried Martens, premiärminister i Belgien mellan 1981 och 1992, hävdade i sina memoarer 2008 att perioden med ”euroskleros” tog slut när europeiska enhetsakten togs fram 1986 och gav nya krafter åt ett fördjupat europeiskt samarbete med en fulländad inre marknad.